# Hármaskód-modell

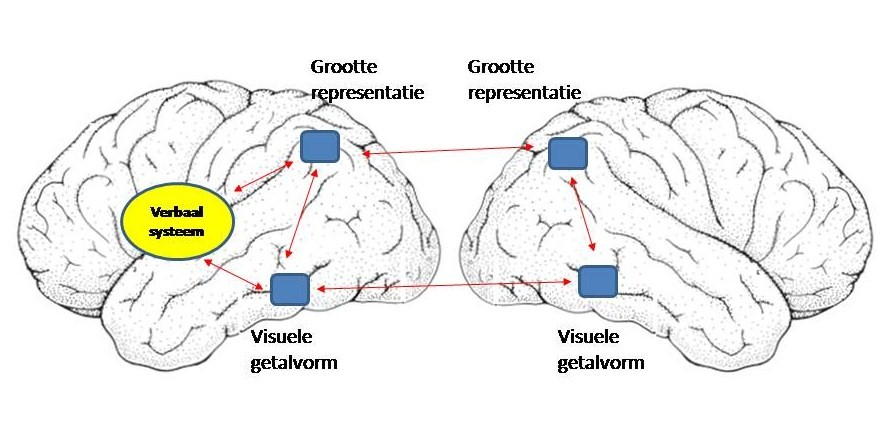
Hármas kód modell

A hármas kód modell a matematika pszichológiájának egy modellje, amely szerint a matematikai műveletek végrehajtása során három reprezentációs rendszer léphet működésbe, méghozzá eltérően a műveletek jellegétől függően.
Az 1992-ben Stanislas Dehaene által bevezetett modell 
szerint a számolásban és számításban három különböző megértési modul játszik szerepet, és az egyes modulok fizikailag is más-más agyterületnek felelnek meg. Amikor a számjegyet, mint vizuális jelet észleljük, akkor a fusiformis gyrus aktivizálódik, azaz a jobb oldali halántéklebenynek az az agytekervénye, amelyhez többek közt az arcok felismerésének képessége is köthető; amikor a számot mint szót halljuk vagy olvassuk, akkor a Sylvius-árok körüli terület, azaz a beszédközpont jut kitüntetett szerephez; amikor pedig a számot mennyiségként értjük meg, akkor a parietális lebeny működik.

## Arab számok rendszere
Olyan műveletek esetén, amikor a bemeneti ingerek, és végeredmény is arab számokban jelenik meg, ezt a rendszert használjuk. Ide tartoznak például a többjegyű számokkal végzett műveletek és a párossági ítéletek egy része is. Ezekben az esetekben mindig bizonyos algoritmusok mentén jutunk el az eredményhez. Az ezt a rendszert működtető terület az agy occipito-temporális régiójában bilaterálisan helyezkedik el.

## Verbális rendszer
Olyan műveletek esetén, amikor a bemeneti ingerek, és végeredmény is arab számszavakban jelenik meg, ezt a rendszert (is) használjuk. Ide – és csak ide – tartoznak a 10 alatti összeadások („összeadótábla”), az egyjegyű szorzások (szorzótábla). A különböző táblák bevésése ugyanis a számszavakat verbálisan kapcsolja össze. Elsősorban a silvius árok körüli temporális, frontális bal oldali területek felelősek ezért a teljesítményért.

## Analóg rendszer
Az analóg rendszer bemeneti ingerei nem szimbólumok (számok), és nem függenek a nyelvtől (számszavak). Az analóg rendszerhez tartozó műveletek az ún. mentális számegyenesen végzett műveletek, ezek a mennyiségi összehasonlítás, a közelítő számolás (amikor csak becsülni kell a végeredményt), illetve a kivonás. (A kis számkörben végzett összeadással és szorzással ellentétben nem létezik „kivonótábla”, melyet a verbális rendszer segítségével alkalmazhatnánk.) A mentális számegyenes a képalkotó eljárások alapján a kétoldali horizontális intraparietális sulcusban „helyezkedik el”. Ezen a területen bármilyen számokkal kapcsolatos feladat során aktiváció mutatkozik, melyet tovább fokoz, ha konkrét, megoldandó feladatunk is van vele kapcsolatban, illetve minél nagyobb számokkal kell műveletet végeznünk. Továbbá becslési feladatok esetén nagyobb aktivációt mutat, elsősorban a jobb oldalon, mint pontos számolás esetén. Úgy tűnik, az agy ezen területe kifejezetten a számingerekre érzékeny, azaz ezekre kategóriaspecifikus, ezen felül pedig modalitásfüggetlen, és működése nem függ a tudatosságtól.
Az állatok és preverbális korú gyermekek számára a három modul közül csak ez áll rendelkezésre.